# Lecanidion atroalbum
Lecanidion atroalbum är en svampart som först beskrevs av Mordecai Cubitt Cooke, och fick sitt nu gällande namn av Pier Andrea Saccardo 1889. Lecanidion atroalbum ingår i släktet Lecanidion och familjen Patellariaceae.   Inga underarter finns listade i Catalogue of Life.